# José Luis Panizo
José Luis López Panizo (Sestao, 6 de fevereiro de 1922 - 14 de fevereiro de 1990) foi um futebolista espanhol.

## Carreira
José Luis Panizo fez parte do elenco da Seleção Espanhola de Futebol da Copa do Mundo de 1950.